# Нгоронгоро
Нгоронгоро је калдера угашеног вулкана у истоименом дистрикту (површине 14.036 km² с 174.278 становника 2012. год.) региона Аруша у Танзанији која се налази 180 km западно од града Аруша.
Његових 8.288 km² уз Национални парк Серенгети је заштићено подручје још од 1959. године. Ово подручје је 1979. године уписано на УНЕСКО-ву Списак места Светске баштине у Африци због заштите његовог јединственог биодиверзитета и многих угрожених животињских врста, али и доказа о раном пристуству хоминина од пре око 3,6 милиона година. Наиме, простране равнице око кратера припадају кланцу Олдувај који је познат као "колевка човечанства" јер су ту пронађени најстарији остаци првих хоминина, као што су Paranthropus boisei и Homo habilis.
У подручју екосистема Нгоронгоро обитава око 40.000 припадника племена Масаји и налази се смештај за туристе Ngorongoro Wildlife Lodge, а уз њега је резерват Маква и резерват природе Масаји Мара, површине 320 km², а у ком је лов дозвољен, а постоји и могућност обиласка балоном.

## Историја и географија
Шире подручје кратера Нгоронгоро припада географском подручју познатом као "висораван кратера", које је део Велике раседне долине. Кратер Нгоронгороа је највећа калдера на свету, површине 260 km² и дубине 610 м, и претпоставља се да је настала урушавањем вулкана високог од 4.500-5.800 метара пре око 2,5-3 милиона година. У средишту се налази сезонско слано језеро које Масаји зову Макат (Магади), што значи "со", а које се напаја из потока Мунге и извора Нгоитокиток који напаја и истоимено мочварно подручје.
Ловце-сакупљаче заменили су сточари пре неколико хиљада година. Мбулу су дошли у ово подручје пре око 2.000 година и придружили су им се Датуге око 1700. године. Обе групе су из тог подручја протерали Масаји током 1800-их.
Није познато да су Европљани крочили у кратер Нгоронгоро све до 1892. године када га је посетио Оскар Бауман. Два немачка брата (Адолф и Фридрих Сидентопф) су се бавила пољопривредом у кратеру до избијања Првог светског рата, након што су земљу закупили од администрације Немачке источне Африке. Браћа су редовно организовала стрељачке забаве да забављају своје немачке пријатеље. Такође су покушали да истерају крда гнуова из кратера.
Године 1921, донета је прва уредба о очувању дивљачи, која је ограничила лов на особе са дозволом широм Танзаније. Године 1928, забрањен је лов на свим земљиштима унутар ивице кратера, осим на некадашњим фармама Сидентопф. Уредбом о националном парку из 1948. (примењеном 1951. године) створен је Национални парк Серенгети (СНП). Ово је, међутим, изазвало проблеме са Масајима и другим племенима, што је резултирало Уредбом о заштићеном подручју Нгоронгоро (1959) која је одвојила заштићено подручје од националног парка. Масајски сточари који живе у Националном парку Серенгети су систематски премештани у Нгоронгоро, повећавајући популацију Масаја и стоке која живи у кратеру.‍:48 Управа за очување области Нгоронгоро је основана Законима о парку за дивљач (разни амандмани) 1976 године, и поседује већину земљишта заштићеног подручја Нгоронгоро, укључујући и кратер. Подручје је 1979. године постало локација Унескове светске баштине, првобитно уписана због свог природног значаја. Затим је добио статус мешовитог наслеђа 2010. године. Његово културно признање произилази из „изузетно дугог низа кључних доказа везаних за људску еволуцију и динамику човек-околина… укључујући физичке доказе о најважнијим мерилима у људском еволуционом развоју“. Ово признање, међутим, није укључило масајаку заједницу, те отуда дугогодишњи сукоб око коришћења и управљања парком. Закон о очувању дивљих животиња из 2009. додатно је ограничио људску употребу кратера Нгоронгоро и створио правни оквир за политичко обесправљење и присилно расељавање традиционалних сточара.‍:57–59 Међународна унија за очување природе (IUCN) тражи решења за ублажавање сукоба и побољшање заједничких напора у правцу очувања са локалним становништвом.
Земљиште заштићеног подручја је вишенаменско и јединствено, јер је то једино заштићено подручје у Танзанији које штити дивље животиње док дозвољава људско становање. Коришћење земљишта се контролише како би се спречили негативни ефекти на популацију дивљих животиња. На пример, култивација је забрањена на свим нивоима осим егзистенцијалних.

## Биодиверзитет
Источна страна кратера је углавном прекривена планинском шумом, док је мање стрма источна страна сушнија и углавном прекривена травама и покојим дрветом акација. 
У њему живи око 25.000 великих сисара (углавном гнуови и зебре) и грабежљиваца (некад највећа концентрација лавова у Африци), те око 500 врста птица. Од осталих сисара на овом подручју ту су: црни носорог (јако угрожен), афрички слон, нилски коњ, афрички биво, леопард, гепард, жирафа и много врста мањих сисара.
Иако се сматрало да се животиње из кратера не могу селити и да је екосистем Нгоронгороа затворен зидинама калдере, сваке године у мају и јуну велика крда гнуова и зебри из Нгоронгороа (око 20% укупног броја животиња) се упути према западним великим трајним мочверним подручјима Серенгетија. Након суша 1961. и 1962. године, услед недостатка воде ројеви мува пецара (Stomoxys calcitrans) су се појили крвљу лавова чија се популација због рана и болести смањила са 70 на десетак. Њихов број је годинама био угрожен због међусобног парења блиских сродника, и опоравио се тек 2001. године, када их је било 62. Но, исте године наступила је суша која се поновила 2002. и поновио се исти проблем с мушицама. Након суше, научници су предложили програм контролисаних пожара, до 20% пашњака, како би се контролисао број појединих врста у кратеру. Такође је Масајима дозвољена испаша стоке унутар кратера, али морају ући и изаћи у истом дану.

## Галерија
- Унутрашњост Нгоронгоро кратера
- Крда гнуова и зебри
- Црни носорог у кратеру
- Лавица у Нгоронгору
- Масаји сточар у кратеру